# Dr.-Welsch-Terrasse
Die Dr.-Welsch-Terrasse ist eine mediterran gestaltete Parkanlage in Neustadt an der Weinstraße (Rheinland-Pfalz). Sie steht unter Denkmalschutz.

## Geographische Lage
Die etwa 12.000 m² große terrassierte Parkanlage liegt nordwestlich der Neustadter Kernstadt auf einer Höhe von etwa 200 bis 230 m ü. NHN am Südosthang des Wolfsbergs. Der Eingang befindet sich am Haardter Treppenweg. Bereits direkt nördlich beginnen der Stadtteil Haardt und das Meisental. Unmittelbar westlich und südwestlich ziehen sich Weinberge am Haardtrand hoch, dahinter steigt die Haardt auf, das östliche Randgebirge des Pfälzerwalds. In diesem Bereich liegen zudem das Naturschutzgebiet Haardtrand - Am Sonnenweg und das aus einer Felsformation bestehende Naturdenkmal Bergstein.

## Gestaltung
Die Anlage verfügt unter anderem über einen Goldfischteich, einen Kakteengarten, einen Trinkwasserbrunnen und auf dem höchsten Punkt ein Kriegerdenkmal, das einen nackten Krieger (des ehemaligen K. B. Reserve-Infanterie-Regiments Nr. 5) zeigt.
Von den Terrassen des Parks und vom nahegelegenen Leopold-Reitz-Weg (Sonnenweg) aus bietet sich ein attraktiver Blick auf Neustadt und seine Umgebung sowie über die Rheinebene hinweg bis zum etwa 45 km entfernten Odenwald bei Heidelberg.

## Geschichte
Das Gelände befand sich einst im Privatbesitz von Theodor Welsch (1842–1909), eines früheren protestantischen Pfarrers der Gemeinde Haardt, und war damals als Garten angelegt. Im Jahr seines Todes vermachte Welsch die Anlage der Stadt, um sicherzustellen, dass die Aussicht dauerhaft erhalten bleibe.
In der Folgezeit wurde das Areal zu einem Park umgestaltet. 1931 wurde innerhalb des Parks von den Bildhauern Fritz Korter und Jakob Wilhelm Steger (1875–1944) ein Kriegerdenkmal geschaffen, das an die Gefallenen des Ersten Weltkriegs erinnert; dabei handelt es sich um eine skulptierte Sandsteinanlage.